# Pleasanton (Texas)
Pleasanton is een plaats (city) in de Amerikaanse staat Texas, en valt bestuurlijk gezien onder Atascosa County.

## Demografie
Bij de volkstelling in 2000 werd het aantal inwoners vastgesteld op 8266.
In 2006 is het aantal inwoners door het United States Census Bureau geschat op 9554, een stijging van 1288 (15,6%).

## Geografie
Volgens het United States Census Bureau beslaat de plaats een oppervlakte van
16,6 km², geheel bestaande uit land. Pleasanton ligt op ongeveer 110 m boven zeeniveau.

## Plaatsen in de nabije omgeving
De onderstaande figuur toont nabijgelegen plaatsen in een straal van 36 km rond Pleasanton.